# Oreornis chrysogenys
Papa-mel-de-faces-douradas ou papa-mel-de-faces-laranja (Oreornis chrysogenys) é uma espécie de ave da família Meliphagidae. É a única espécie do género Oreornis.
É endémica da Nova Guiné Ocidental, na Indonésia.
Os seus habitats naturais são: regiões subtropicais ou tropicais húmidas de alta altitude.